# 北海道旭川西高等学校
北海道旭川西高等学校（ほっかいどうあさひかわにしこうとうがっこう、Hokkaido Asahikawa Nishi High School）は、北海道旭川市にある、公立（道立）の高等学校。日本最北のスーパーサイエンスハイスクールに指定されている。通称は「西高」(にしこう)。

## 沿革
- 1907年3月10日 - 北海道庁立上川高等女学校として設立が認可される。
- 1907年5月1日 - 第1回入学式を挙行する。 (所在地:旭川市5条通4丁目)
- 1915年4月20日 - 北海道庁立旭川高等女学校となる。
- 1917年6月1日 - 旧校歌を制定する。
- 1924年6月25日 - 旧校章を制定する。
- 1937年9月25日 - 旧校旗を制定する。
- 1948年4月1日 - 学制改革により、北海道立旭川女子高等学校となる。
- 1950年4月1日 - 男女共学となり、校名を北海道旭川西高等学校と改称する。
- 1950年7月 - 現校章を制定する。
- 1952年4月 - 現校旗を制定する。
- 1953年8月1日 - 現校歌を制定する。
- 1968年4月1日 - 理数科を設置する。
- 1971年10月22日 - 現在地(旭川市川端町5条9丁目1-8)に移転する。
- 1993年4月8日 - 校訓を制定する。
- 2007年10月27日 - 創立100周年記念式典挙行。
- 2016年2月 - 初の普通科推薦入試を実施する

## 概要・特色
- 旭川市内有数の公立進学校の一つで「研学・高邁・溌剌」の校訓の下、文武両道を目標とし校則も比較的ゆるく、自由で伸び伸びとした、生徒の個性を生かした校風が特徴。
- 2015年度にスーパーサイエンスハイスクール、2期目の指定を文部科学省から受けた。日本最北の指定校。理数科のみならず普通科の生徒も対象となっており、非常に高い注目を受けている。2015年10月10日には杉本真樹が公演を行った。
- 三年春秋を合言葉とした校歌は多くの在校生の励みとなっている。
- 学校祭の「西高祭」では、各1・2・3年合同のブロックごとに分かれ、「仮装」、「ブロック企画」、「ダンスパフォーマンス」といった各々の部門で優勝を競い合う。中でも「ダンスパフォーマンス」は、西高祭の目玉行事である。
- 毎年7月には、3年生は大学合格祈願の意味合いを含めた日帰りの旭岳登山がある。但し、2004年度はロープウェイが運休した関係で、黒岳登山に変更された。
- かつては北海道の高校で3校しかない男子新体操部があり、国体でも団体優勝を飾ったこともあったが、人数が集まらないため廃部となった。過去に音尾琢真も所属していた。
- エレベーターが一機設置されている。通常生徒の使用は認められていないが、学校祭準備期間や階段の使用が困難と考えられる生徒に使用が認められるのが通例である。また、シンドラーが製造したものであったため、一時期使用が中止されたこともある。
- 2004年4月9日には毛利衛が同校を訪問し、講演を行った。当時校長を務めていた兄の奉信の計らいによるものだが、これまで双方のスケジュールの都合が付かず、ようやく実現したものである。

## 制服
男女とも東洋紡績製の白地の襟付きシャツ(男子はワイシャツ、女子はブラウス)に富士ヨット製の紺色のブレザーを着用する(同じデザインのように見えるが微妙に形状が異なる)。ネクタイは株式会社たまきが製造(販売は明石被服興業)した小豆色と紺色の縞模様である(本校専用のものではなく、他校でも使用例がある)。2006年度の入学生までは女子はネクタイではなく同じ柄のリボンを着用していた。なお、夏は上着を着用しないことを条件に、ネクタイを着用しなくてもよいことになっている(かつて使用されていたリボンも同様)。また、男女ともに水色の本校指定ベスト(セーター状のもの、袖なし)が適宜着用可能である。

### ジャージ
ゴールドウイン製造のジャージ、Tシャツを着用。ジャージの色は3年おきに赤→緑→黄の順。

## 部活動

### 体育会系
- 硬式野球部
- 陸上競技部
- 男子バレーボール部
- 女子バレーボール部
- 卓球部
- 男子バスケットボール部
- 女子バスケットボール部
- バドミントン部
- 体操部
- 男子硬式テニス部
- 女子硬式テニス部
- 山岳部
- サッカー部
- 男子ソフトテニス部
- 女子ソフトテニス部

### 文化系
- 書道部
- 吹奏楽部
- 音楽部
- 茶道部
- 華道部
- 生物部
- 物理部
- 化学部
- 演劇部
- 美術部
- 写真部
- 英語部
- 放送部
- 文芸部
- インターアクト部
- ファッションクリエーター部

## 周辺
北海道教育大学旭川校や旭川明成高等学校などの学校の他、イオンモール旭川西店は車で5分ほどの場所にある。また、近くには石狩川が流れている。

## 主な出身者

### 政界
- 今津寛 - 衆議院議員
- 佐々木秀典 - 衆議院議員

### 経済
- 嶋村輝郎 - ニコン元代表取締役社長

### 文化
- あべ弘士 - 絵本作家
- 白石和彌 - 映画監督
- 道木広志 - 映画監督
- 伊東剛 - カメラマン、写真家
- 田中嫺玉 - ベンガル語翻訳家
- 松下文子 - 文化人。庁立上川高等女学校卒業後1919年日本女子大学家政科進学。日本女子大学春秋寮で同室となった国文科1年の尾崎翠(オサキ・ミドリ、小説家)と生涯の親友になり(『ちくま日本文学全集 尾崎翠』1991年、年譜参照)、尾崎の文学を高く評価した(川崎堅子の講演)。また、林芙美子の処女詩集『蒼馬を見たり』(1930年)の出版を支援した(林芙美子『文学史的自叙伝』1935年参照)。1986年没。
- 丸木俊－洋画家。夫丸木位里との共同制作による連作「原爆の図」でも知られる。

### 学問
- 吉澤靖之 -2014-2019年度 東京医科歯科大学学長。
- 月脚達彦 - 歴史学者、東京大学大学院総合文化研究科教授。
- 萩中美枝 - アイヌ文化研究者、元日本口承文芸学会理事。アイヌ文化研究者の知里眞志保博士夫人。
- 佐々木喜美子 - 植物生理学者、北海道大学教授。
- 曽我聡起 - 千歳科学技術大学教授。
- 宮城克徳 - 電気工学者、金沢工業大学教授。
- 高木史人 - 口承文芸研究者、武庫川女子大学教育学部教授、2017-2018年度日本口承文芸学会会長。

### 芸能・歌手
- 冨田恵一 - 音楽プロデューサー、作曲家、編曲家
- 森崎博之 - 俳優・タレント・TEAM NACSのリーダー
- 音尾琢真 - 俳優・タレント・TEAM NACSのメンバー
- 橋本奈々未 - 元乃木坂46のメンバー[1]
- 加藤ジュン - ラジオDJ
- 瀬川あやか - シンガーソングライター
- 堀川さつき - 声優・ナレーター
- 曽川留三子

### 建築
- 林雅子 - 建築家。日本女子大学家政学部生活芸術科住居専攻卒業。女性建築家の草分けとして活躍した。女性初の日本建築学会賞、吉田五十八賞受賞。日本女子大学では優れた女性建築家に贈る林雅子賞を設けている。

### マスコミ
- 鈴木俊光 - 元東北放送アナウンサー
- 相川光康 - 元毎日新聞記者・編集委員　20年以上アマチュア野球、スキーを取材し専門分野とする

### スポーツ
- 笠井崇正 - プロ野球選手
- 三浦裕貴 - ボートレーサー

### 医療
- 山口俊晴 - がん研有明病院院長